# Покровка (Воротынский район)
Покро́вка  — деревня в Воротынском районе Нижегородской области. Входит в состав Огнёв-Майданского сельсовета.

## Географическое положение
Деревня Покровка находится в 1,5 км к северу от деревни Крутцы, в 4 км к юго-востоку от села Покров-Майдан и в 15 км от Воротынца. Деревня расположена на левобережье реки Урга.

## Население
| 2002 | 2010 |
| ---- | ---- |
| 16   | ↘3   |

## Известные уроженцы
- Галанин, Иван Васильевич (1899—1958) — советский военачальник, генерал-лейтенант.